# Ceresium femoratum
Ceresium femoratum är en skalbaggsart som beskrevs av Aurivillius 1927. Ceresium femoratum ingår i släktet Ceresium och familjen långhorningar.
Artens utbredningsområde är Filippinerna. Inga underarter finns listade i Catalogue of Life.